# Leonhard von Blumenthal

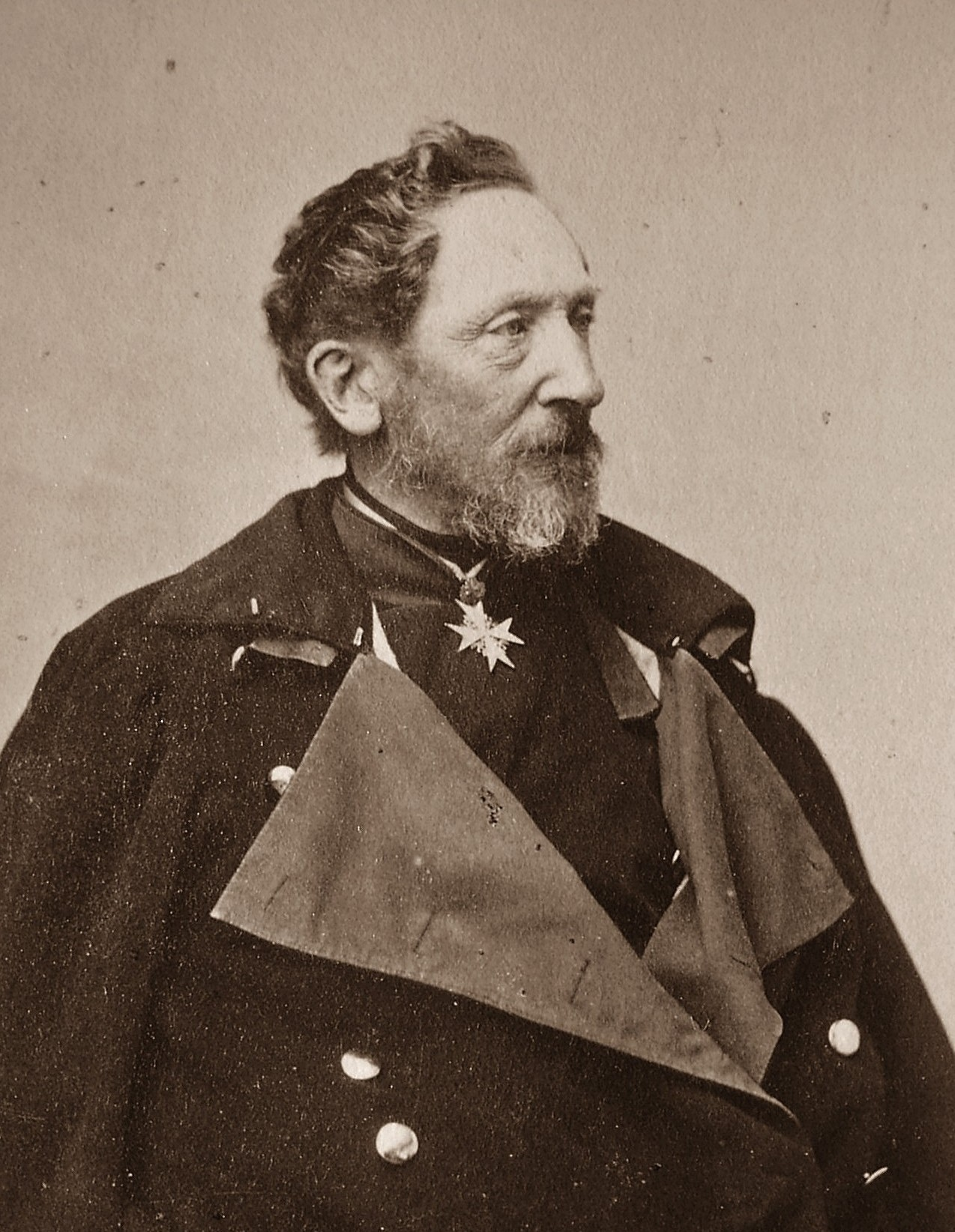
Greve Leonhard von Blumenthal.

Leonhard von Blumenthal, född 30 juli 1810 och död 22 december 1900, var en tysk greve och militär.
von Blumenthal blev officer vid infanteriet 1827, generalstabsofficer 1849, överste och regementschef 1860, generalmajor 1864, general av infanteriet 1873, generalfältmarskalk 1888, och tog slutligen avsked 1898.
Under 1864 års krig var Blumenthal stabschef och prins Friedrich Karl, och under tyska enhetskriget generalstabschef vid 2:a och under fransk-tyska kriget vid 3:e armen. Efter fredsslutet 1871 erhöll von Blumenthal en nationalbelöning och upphöjdes 1883 till grevligt stånd. Åren 1888-92 var han generalinspektör för 4:e och 1892-98 för 3:e arméinspektionen.

## Utmärkelser
- Riddare av Serafimerorden, 12 maj 1873.[1]